# 張福臻
張福臻（1581年—1646年），字惕生，号五如，又號澹如，别號癡癡子，山東莱州府高密縣人，萬曆四十一年（1613年）賜同進士出身。

## 生平
萬曆四十年（1612年）壬子科舉人，四十一年（1613年）登癸丑科進士第後，歷任唐、临潁、东明三县令，以廉能著闻，天啓三年（1623年）被召为兵部职方司主事，六年正月升山西僉事，备兵昌平，七年三月转浙江温处道右参议，加升副使，崇祯元年（1628年）六月升陕西巩昌道参政，三年改榆林道参政。前后剿抚贼众凡数万人。
崇祯四年（1631年），以佥都御史巡抚延绥，平賊渠神一魁等，五年罷官閒住歸鄉。九年（1638）清军入关，京城戒严，起复为兵部右侍郎总督蓟辽保定，加左侍郎，尋以母老辞歸。
崇祯十三年（1640年），再次被启用，总督宣大，任力勤边事。十四年（1641年）改总督山海关蓟州通州天津，会考满，加兵部尚书。旋為言者所攻，予告归里，年已六十有二，母年八十有七，驰驿终养，远近荣之。

## 家族
曾祖張海。祖父張軒。父張禮，冠帶鄉賓。母劉氏。
四子：愿素、予明（武進士）、予是、予然。孙张尔翼、张有嘉、张尔俊皆中举人。 

## 引用
1. ↑  本筆資料由中央研究院歷史語言研究所與國立故宮博物院圖書文獻處共同製作
2. ↑  《萬曆四十一年癸丑科進士履歷》：張福臻，五如，書二房，戊午十月初五日生。高密人，壬子鄉試六十一名，会试八十五名，三甲一百十七名。工部政，甲寅授唐县知县，乙卯丁憂，戊午補河南臨穎知縣，辛酉本省同考，壬戌考察，補東明县，癸亥升职方司主事，丙寅升山西佥事，昌平道，丁卯升浙江参议，加升付使，戊辰升陕西參政，庚午改榆林道，辛未升都察院右佥都御史、巡抚延绥，壬申闲住。
3. ↑  民國《高密縣志·卷十三·選舉志》：張福臻 （萬曆）壬子科，見進士
4. ↑  天启六年正月，升兵部主事張福臻為山西僉事備兵昌平。
5. ↑  。天启七年三月，山西按察司佥事张福臻为浙江布政使司右参议。
6. ↑  崇禎元年六月，浙江副使張福臻為陝西參政，分守榆林道。
7. ↑  《山東通志》
8. ↑  《莱州府志》：張福臻，字澹如，高密人。由進士歷官榆林道，時流寇充斥，福臻督兵敗點燈子於鄜延，恢復中部縣，以功晉延綏廵撫，平賊渠神一魁等。崇正辛巳，總督薊遼軍務。壬午加兵部尚書，以親老辭歸。是年冬，高密戒嚴，福臻與仲子文明晝夜登陴，被傷仆地，文明趨救，福臻曰：速退敵，勿顧我。文明殊死戰，額中两刃，不為却，城賴以全，邑令何平磨石誌之。
9. ↑  民國《高密縣志·卷十四·人物志》：張福臻，字惕生，一字澹如，萬歷癸丑進士，由縣令擢兵部主事，用邊才監軍昌平，屢遷溫處、鞏昌、榆林道，巡撫延綏。時流賊充斥，所在告警，福臻籌軍實勤訓練，剿撫並用，解散黑殺神等於金鎖，平柴老虎於中部，破點燈子、滿天星、上天猴、獨行狼於鄜延，前後獲賊萬餘級，降數萬人，會督臣以殺降為功，力爭不得遂告歸。崇正九年京師戒嚴，起為兵部右侍郎，尋經略薊遼，轉左侍郎予終養；十三年再起督宣大山西軍事，增邊城一萬三千丈、闢屯田二萬七千頃，奏報屯息銀二十四萬七千餘兩。十四年改督保定河北山東軍事，十五年總督薊津海門軍餉，晉兵部尚書，旋為言者所攻，以母老歸里，卒於家。福臻儒生知兵事，在鞏昌以射士百人驅囉賊數千，在榆林以降丁六百破流賊數萬，在薊遼宣大依古法造戰車五百輛；天子銳意東事，聚天下兵十四萬人將以屬之，卒以守正不阿未竟所用，其歸里時值密邑被兵，與仲子文明血戰全城，事載文明傳及全城紀，祀鄉賢。